# Slaget ved Chickasaw Bayou
Slaget ved Chickasaw Bayou, som også kaldes Walnut Hills, blev udkæmpet mellem den 26. og 29. december 1862. Det var det første slag i Vicksburg kampagnen under den amerikanske borgerkrig. Konfødererede styrker under generalløjtnant John C. Pemberton slog et fremstød tilbage fra generalmajor William T. Sherman som skulle føre til erobringen af Vicksburg i Mississippi.
Den 26. december gik tre divisioner under Shermans ledelse fra borde ved Johnsons plantage ved Yazoo floden for at nærme sig forsvarsværkerne ved Vicksburg fra nordøst mens en fjerde division gik i land længere oppe ad floden den 27. december. Den 27. december pressede Unionsstyrkerne deres linjer frem gennem sumpene mod Walnut Hills, som var stærkt befæstede. Den 28. december blev der gjort adskillige forgæves forsøg på at omgå disse stillinger. Den 29. december gav Sherman ordre til et frontalt angreb på stillingerne, men det blev slået tilbage med store tab, hvorefter unionsstyrkerne trak sig tilbage. Denne konfødererede sejr forhindrede generalmajor Ulysses S. Grants forsøg på at erobre Vicksburg ad den direkte vej.

## Baggrund og modstående styrker
I november 1862 indledte generalmajor Ulysses S. Grant, som havde ledelsen af Unionens styrker i Mississippi, et felttog med det formål at erobre byen Vicksburg, som ligger højt oppe på skrænterne ved Mississippifloden. Det var det ene af to konfødererede befæstninger ved Mississippifloden, den anden var Port Hudson i Louisiana, som forhindrede Unionen i at få den fulde kontrol over floden. Grant delte sin 70.000 mand stærke hær i to fløje. Den ene førte han selv, den anden var underlagt generalmajor William T. Sherman. Sherman anførte højre fløj eller 13. Korps i Army of the Tennessee, som blev omdøbt til 15. Korps den 22. december. Hans ekspeditionsstyrke på 32.000 tropper var inddelt i fire divisioner under ledelse af brigadegeneralerne Andrew J. Smith, Morgan L. Smith, George W. Morgan og Frederick Steele.
Grants fløj marcherede sydpå langs Mississippi Central Railroad og etablerede en fremskudt base ved Holly Springs. Han planlagde et dobbeltangreb i retning af Vicksburg. Mens Sherman rykkede ned ad floden ville Grant fortsætte med de resterende styrker (ca. 40.000) ned langs jernbanelinjen til Oxford, hvor han ville afvente udviklingen i håb om at lokke den konfødererede hær til at komme ud af byen og angribe i nærheden af Grenada.
De syv kanonbåde og 59 troppetransportskibe under ledelse af kontreadmiral David Dixon Porter afsejlede fra Memphis, Tennessee den 20. december og lagde til ved Helena, Arkansas for at samle yderligere tropper op. De ankom til Milliken's Bend ovenfor Vicksburg den 24. december. Efter at være sejlet op ad Yazoo floden, landsatte transportskibene Shermans tropper ved Johnsons plantate overfor Steele's Bayou nord for byen. (Forud for landgangen havde U.S. Navy gennemført minerydning på Yazoo, hvorved panserskibet USS Cairo blev sænket.)
De konfødererede tropper, der stod i vejen for Shermans fremstød var fra Militærområdet Mississippi og Østlige Louisiana under ledelse af generalløjtnant John C. Pemberton, en pennsylvanier, som havde valgt at kæmpe for Syden. Den direkte ansvarlige for forsvaret af Vicksburg var generalmajor Martin L. Smith, som havde kommandoen over fire brigader, der var ledet af brigadegeneralerne Seth M. Barton, John C. Vaughn, John Gregg og Edward D. Tracy. Brigadegeneral Stephen D. Lee ledede en provisorisk division med brigader under ledelse af obersterne William T. Withers og Allen Thomas. Lee havde kommandoen over de konfødererede stillinger på Walnut Hills indtil generalmajor Carter L. Stevenson ankom sent den 29. december. Selv om unionsstyrkerne var dobbelt så stærke som deres modstandere i antal (30.720 mod 13.792) stod de overfor en formidabel labyrint af både naturlige og menneskeskabte forsvarsværker. Først var der et tykt krat som afvekslede med sumpområder. Chickasaw Bayou, et vandløb hvor vandet nåede soldaterne til brystet var 45 meter bredt og fyldt med træer, og fungerede også som en barriere for Shermans mænd, da det forløb parallelt med angrebsretningen og kunne afskære forbindelsen mellem enhederne. Hertil kom, at de konfødererede havde skabt tætte barrierer af fældede træer til abatis.

## Slaget
Den 26. december formerede Sherman brigaderne under oberst John F. DeCourcy og brigadegeneralerne David Stuart og Francis P. Blair, Jr. til en rekognosceringsstyrke, som skulle finde svagheder i de konfødereredes forsvarslinje. De rykkede langsomt frem gennem de vanskelige terræn mens de udvekslede skud med Stephen D. Lee's dækningsstyrke, som havde været ved Mrs. Lakes plantage. Den 28. december forsøgte Steeles division at omgå de konfødereredes højre flanke, men blev slået tilbage af konfødereret artilleriild da de rykkede frem over en smal front.
Om morgenen den 29. december gav Sherman ordre til et artilleribombardement af de konføderede stilliger for at svække dem inden unionshæren foretog en generel fremrykning. I næsten fire timer udkæmpedes der en artilleriduel langs hele kamplinjen, men uden at forårsage større skader. Klokken 11 sluttede beskydningen og infanteriet formerede kamplinje. Sherman var klar over hvor formidable de konfødererede forsvarsværker var og han bemærkede: "Vi kommer til at miste 5.000 mand inden vi har taget Vicksburg, og vi kan lige så godt miste dem her som noget andet sted."
Ved middag rykkede unionstropperne frem under jubel. Blairs brigade rykkede frem på venstre side, DeCourcys i midten fulgt af brigadegeneral John M. Thayers brigade til højre. Thayers brigade for vild, og kun et regiment, 4. Iowa Infantry, kom i kamp. De krydsede vandforhindringer og abatis og erobrede de forreste skyttehuller på grund af deres antal, men mødte stiv modstand da de nåede frem til den konfødererede hovedlinje og begyndte at bukke under under kraftig beskydning. De overlevende faldt tilbage over bayou-en over en corduroy bro. Stephen D. Lee beordrede sine mænd til at gennemføre et modangreb, og de tog 332 soldater til fange og erobrede 4 kampfaner.
Et nyt angreb blev efter ordre fra Sherman gennemført af to divisioner under A.J. Smith (hans egen division og den under M.L. Smith, som var blevet såret dagen før) som rykkede over Chickasaw Bayou for at erobre Indian Mound som lå i centrum af den konfødererede linje og blev forsvaret af Barton og Gregg. Forposter fra brigaderne under obersterne Giles A. Smith og Thomas Kilby Smith dækkede overgangene over bayouen ot 6. Missouri Infantry fra G. A. Smiths brigade førte an sammen med 20 ingeniørsoldater og byggede en vej på den fjerneste bred. Fem forsøg på at erobre stillingen ved Indian mound blev slået tilbage.
På Unionens yderste højre fløj blev et angreb fra oberst William J. Landrums brigade i A.J. Smiths division let slået tilbage af konfødererede fra Vaughns brigade.

## Efterspil
Om aftenen erklærede Sherman at han var "generelt tilfreds med den høje moral", som hans tropper havde udvist overfor kraftige konfødererede stillinger på de høje skrænter. Unionens tab var 208 døde, 1.005 sårede og 563 taget til fange eller savnede. De konfødererede tab var 63 døde, 134 sårede og 10 savnede. Sherman rådslog med admiral Porter hvis beskydning fra flåden heller ikke havde tilføjet fjenden alvorlige skader. De besluttede at fortsætte angrebene den følgende dag, og Porter sendte en båd til Memphis for at hente mere ammunition til håndvåbnene.
Om morgenen den 30. december var Sherman nået frem til den konklusion, at det ville være håbløst at genoptage angrebene på det samme sted og han og Porter planlagde et fælles angreb på Drumgoulds Bluff mod nordøst i håb om at de stejle klinter ville yde dækning til soldaterne mens de rykkede frem. Det var afgørende at en sådan fremrykning kunne indledes i hemmelighed, så de konfødererede ikke kunne nå at flytte deres styrker. Bevægelsen indledtes den 31. december, men blev aflyst på grund af tyk tåge den 1. januar 1863.
I mellemtiden slog den anden halvdel af Grants offensiv også fejl. Hans kommunikationslinjer blev generet af raids fra brigadegeneral Nathan Bedford Forrest og generalmajor Earl Van Dorn, som ødelagde et stort forsyningsdepot ved Holly Springs. Da han ikke kunne holde sin hær forsynet uden disse forsyninger opgav Grant sin fremrykning over land. Sherman erkendte, at hans korps ikke ville få forstærknnger fra Grant og besluttede at trække sin ekspeditionsstyrke tilbage. Den 2. januar rykkede han ned til Yazoo flodens munding. Den 5. januar sendte Sherman et brev til hærens øverstkommanderende, hvor han opsummerede kampagnen på en måde som mindede om en berømt udtalelse fra Julius Cæsar: Jeg nåede Vicksburg på det aftalte tidspunkt, landsatte tropperne, angreb og blev slået tilbage". Han og hans styrker blev midlertidig underlagt generalmajor John A. McClernand undder en ekspedition op ad Arkansasfloden og slaget ved Arkansas Post. Selv om Grant forsøgte en række operationer, eller eksperimenter for at nå Vicksburg i løbet af vinteren kom Vicksburg kampagnen først for alvor i gang i april 1863.